# U2
U2 — ірландський рок-гурт. Заснований в 1976 році, гурт складається з Боно (вокал і гітара), Еджа (гітара, клавішні і вокал), Адама Клейтона (бас-гітара) і Ларрі Маллена (ударні). Раннє звучання U2 було закорінене у пост-панк, але з часом стало включати впливи багатьох жанрів популярної музики. Протягом змін гурту, вони завжди підтримують звучання, побудоване на мелодичному інструментуванні, гітариста гурту Еджа і виразного вокалу Боно. Їх лірика, часто прикрашена з духовними образами, зосереджується на особистих темах і соціополітичних проблемах.
U2 був заснований в загальноосвітній школі Mount Temple в 1976 році, коли учасники були підлітками з обмеженою музичною майстерністю. Протягом чотирьох років вони підписали контракт з Island Records і випустили свій дебютний альбом Boy. До середини 1980-х вони стали успішним міжнародним гуртом. Вони мали більший успіх як гастрольний гурт, ніж з продажів платівок до їхнього прориву з альбомом 1987 року The Joshua Tree, який, згідно Rolling Stone підійняв статус гурту «від героїв до суперзірок».
U2 випустили 13 студійних альбомів і є одними з найбільш продаваних музичних виконавців, продавши понад 170 мільйонів платівок у всьому світі. Вони завоювали 22 нагороди Греммі, більше, ніж будь-який інший гурт і в 2005 році були введені до Зали слави рок-н-ролу в перший рік їх допустимості. Rolling Stone помістив U2 на 22 місце у своєму списку «100 найвидатніших виконавців всіх часів» і назвав їх «найбільшим гуртом в світі». Учасники гурту відомі своєю активною політичною діяльністю у сфері захисту прав людини та соціальної справедливості: участь в «Міжнародній амністії», компаній ONE/DATA, Product Red і Music Rising Еджа.

## Історія

### Створення і прорив
Гурт був утворений 25 вересня 1976 року в Дубліні. Ларрі Маллен, коли йому було 14 років, вивісив у своїй школі оголошення, що шукає музикантів для нового гурту. Семеро підлітків прийшли на прослуховування, що відбулося на кухні Малленів. Новий гурт (названий просто «Гурт Ларрі Маллена» (англ. The Larry Mullen Band)), включав Маллена (ударні), Адама Клейтона (бас-гітара), Пола Х'юсона (Боно) (вокал), Дейва Еванса (Еджа) і його брата Діка Еванса, а також Івана МакКорміка і Пітера Мартіна — двох інших друзів Маллена. Незабаром вони поміняли назву на Feedback. Мартін і МакКормік протягом наступної пари тижнів залишили гурт.
У березні 1977 року гурт змінив назву на The Hype («Пил в очі», «Нав'язлива реклама»). Дік Еванс, що був старшим і вже навчався в коледжі, виявився зайвим — інші учасники схилялися до квартету. На одному з концертів Дік демонстративно залишив сцену. Ті четверо, хто залишився, продовжили концерт під назвою U2.
Походження імені «U2» не ясне. Це назва американського літака-розвідника «Локхід U-2» (Lockheed U-2), але Стів Аверілл, гуру панк-року з The Radiators from Space, стверджує, що ця назва була обрана членами гурту зі списку, складеного ним і Адамом Клейтоном. В інтерв'ю з Ларрі Кінгом Боно сказав: «У дійсності, мені не дуже подобається назва U2» і «Чесно, я ніколи не думав про неї, як про „ти теж (англ. you too)“».
У День святого Патріка 1978 року U2 виграли конкурс, призом якого були 500 фунтів і гроші для запису демо. Вони записали демо-касету в студії Keystone Studios у Дубліні, у квітні 1978 року. А в травні Пол МакГіннес вирішив стати менеджером гурту.
Спочатку звук U2 знаходився під впливом таких гуртів, як Television і Joy Division, і характеризувався «почуттям радості», що було результатом «променистих акордів» Еджа і «палючого вокалу» Боно. Перший сингл за назвою Three («Три») вийшов тільки в Ірландії (1979) і швидко зайняв перші рядки в чартах. У грудні 1979 гурт виступив у Лондоні. Це був їх перший виступ поза Ірландією, але він пройшов повз увагу публіки і критиків.
У лютому 1980 року виходить другий сингл Another Day («Інший день»), і знову потрапляє лише на музичні прилавки Ірландії.

### Boy,OctoberіWar(1980—1983)

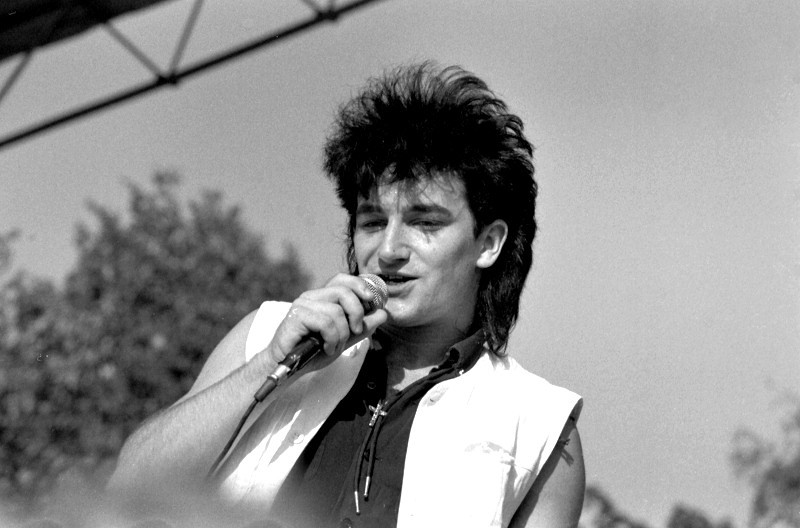
Боно на концерті в Норвегії в 1983 році.

Island Records підписав контракт з U2 в травні 1980 року і «11 O'Clock Tick Tock» став першим синглом гурту, котрий вийшов за кордоном. У вересні з'явився альбом Boy, котрий був названий одним із найкращих дебютів за всю історію року. Попри доволі абстрактні та, вочевидь, імпровізовано написані Боно тексти пісень, надія та почуття розчарування в юності є основними ліричними темами альбому, котрі торкаються боязні сексу, труднощів самовизначеня, смерті та постійної невиправданої зміни настрою. Альбом містить хіт «I Will Follow». За релізом відбулися гастролі гурту по Ірландії, Великій Британії та США. Попри «невідшліфованність» гурту, їхні ранні концерти, однак, показували потенціал U2. Критики назвали Боно «харизматичним» та «пристрасним» шоуменом.
Другий альбом гурту, October, вийшов 1981 року. Він містив духовні пісні: Боно, Едж і Ларрі не приховували свій християнський світогляд. Троє учасників гурту приєдналися до дублінської релігійної спілки «Братство Шалома», що привело їх до розмірковування над взаємовідношенням між рок-н-роллом та християнством. Оскільки Біблія залишається основним джерелом натхнення для Боно, October є найрелігійнішою платівкою гурту. Проте і критики, і фанати вважають, що October найневдаліша робота колективу. В лютому 1982 року гурт зустрічає Антона Корбейна, фотографа, який працював з Depeche Mode та Joy Division. Це стало початком довгої співпраці: Корбейн став головним фотографом U2, і саме він сильно вплинув на імідж гурту та його публічний образ.
В лютому 1983 року U2 видають War. Платівка, де гурт «повернув сам пацифізм в хрестовий похід». Щирість War і «бурхлива» гітара навмисно суперечили більш модному часу синті-попа. Альбом містить пісню «Sunday Bloody Sunday», яка була реакцією гурту на заворушення в Північній Ірландії. Журнал Rolling Stone писав, що здатність використовувати велику кількість образів у пісні, яка спочатку розповідає про релігійну ненависть, та перетворення її у заклик до всіх християн єднатися та проголосити перемогу над злом і смертю, показують здатність колективу писати глибокі та виразні вірші. Сингл «New Year's Day (пісня)» була першим міжнародним хітом гурту. Вона входила в хіт-парад Великої Британії та Сполучених Штатів. Канал MTV постійно крутив кліп; це було знайомством широкої американської публіки з U2. Вперше на концертах гурту в Європі і США не було вільних місць. Образ Боно, що розмахував білим прапором під час виконання «Sunday Bloody Sunday», став звичним. На гастролях War Tour U2 записали альбом Under a Blood Red Sky та відео у Денвері, котрі були тепло зустріті на радіо та телебаченні та збільшили кількість шанувальників гурту. Невигідний контракт гурту з Island Records закінчувався, і в 1984 році умови були переглянуті та підписаний новий. Відмовившись від великого гонорару, вони домовились повернути права на власні пісні, продовжити контракт, збільшити авторський гонорар.

### The Unforgettable Fireі Live Aid (1984—1985)
Боно
Гурт боявся, що після відкритого, простого рока альбому War, вони стануть «настирливим» та «крикливим рок-гуртом». Таким чином вони експериментували над своїм четвертим студійним альбомом The Unforgettable Fire. Адам Клейтон говорить: «Ми шукали щось, що було б серйозніше, артистичніше». Едж захоплювався ембієнтом та «потойбічними роботами» Браяна Іно, який разом зі своїм звукоінженером Даніелем Лануа кінець-кінцем погодився продюсувати запис. Кріс Блеквелл, один з керівників Island Records, намагався відмовити гурт від цього вибору, стверджуючи, що Іно «поховає їх в авангардній маячні».
The Unforgettable Fire — четвертий студійний альбом — вийшов 1 жовтня 1984 року. Набагато абстрактніший, ніж War, він був дуже різкою зміною напрямку гурту. Назва альбому та значна частина матеріалу пов'язані з відвідуванням однойменної виставки дитячих картин та малюнків у Музеї світу в Чикаго, які зроблені тими, хто вижив у атомних бомбардуваннях Хіросіми та Наґасакі. Тексти пісень альбому можна інтерпретувати по-різному, що разом з атмосферним звучанням дає, за висловом гурту, «дуже наочне почуття». Боно, який почав захоплюватися художньої літературою, поезією та філософією, зрозумів, що писання віршів та створення текстів пісень, яке він виконував до цього з малим бажанням, насправді є його покликанням. Останні два тижні, проте, були відчайдушними спробами закінчити тексти, тому Боно здається, що пісні «Bad» та «Pride (In the Name of Love)» так і залишилися «начерками». Характерний для альбому трек «The Unforgettable Fire» має багате звучання, засноване на гітарному ембієнт та пульсуючому ритмі; його віршований «начерк» — «зворушлива розповідь про подорож» з «щирим почуттям туги». У пісні «Bad» Боно намагався описати вплив героїну. «Pride (In the Name of Love)» — пісня про Мартіна Лютера Кінга, що стала хітом, найточніше показує особливості музики U2 тих років.
За виходом альбому відбулося турне, також назване The Unforgettable Fire. Воно почалося в Австралії у вересні 1984 року. Виявилося, що виконувати студійні записи на сцені досить складно. Полегшення могло дати застосування синтезаторів, які до цього використовувалися гуртом з неохотою. U2 змогли впоратися з труднощами сценічного виконання таких опрацьованих у звуковому відношенні пісень, як «Bad» та «The Unforgettable Fire», і відтоді вони стали використовувати синтезатори майже на кожному виступі. Було відзначено, що деякі «незакінчені» та «розпливчасті» пісні звучали краще на сцені.
В липні 1985 року U2 взяли участь у благодійному концерті Live Aid, метою якого було надання допомоги жертвам голоду в Ефіопії. Концерт відбувався на стадіоні Вемблі в Лондоні перед 72 000 глядачами. Виступ U2 був одним з найбільш пам'ятних. Під час виконання «Bad» Боно зістрибнув зі сцени, щоб потанцювати з поклонницею. Цей епізод показав, наскільки він може бути близьким до слухачів. Того ж року журнал Rolling Stone назвав U2 гуртом вісімдесятих.

### The Joshua TreeіRattle and Hum(1986—1988)
Ентоні ДеКьортіс із Rolling Stone
Після «The Unforgettable Fire» гурт експериментує з джазом, кантрі та госпелом, намагаючись компенсувати «недолік традицій» та «космічність» своєї музики. Ірландській музиці теж було приділено увагу. У музикантів було відчуття, що самобутня ірландська музика змішується з американською народною. Дружба з Бобом Діланом, Ваном Моррісоном та Кітом Річардсом не лише надихнула гурт поглянути на витоки року, але й допомогла Боно зосередитися на його здатності писати пісні. U2 хотів доповнити атмосферу The Unforgettable Fire, а також прагнув до більш вражаючого та дієвого звучання, не виходячи за рамки традиційної побудови пісень.
В 1986 році U2 бере участь в A Conspiracy of Hope Tour організації «Міжнародна амністія». Досвід, отриманий в турне, дозволив додати інтенсивності та потужності музиці та зосередитися саме на тому, що вони хотіли сказати. Поїздки Боно до Сан-Сальвадору та Нікарагуа, де він вперше побачив страждання селян, втягнутих у внутрішні конфлікти, сильно вплинули на альбом. Особливо яскраво ці почуття виражені в пісні Bullet the Blue Sky. Ворожість до Америки та гнів, пов'язаний з політикою США в Центральній Америці, змішувалися з почуттям захоплення країною, її відкритістю та свободою. Гурт прагнув створювати пісні з «почуттям місця», черпаючи натхнення з образів, створених американськими письменниками.

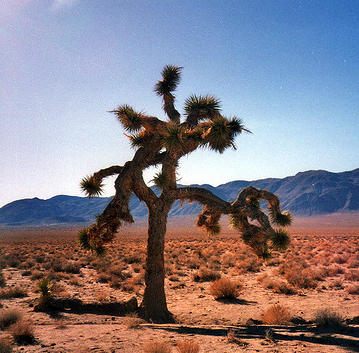
Дерево, зображене на обкладинці «The Joshua Tree». Адам Клейтон сказав: «Пустеля дуже надихала нас, як уявне зображення для цього альбому».

Новий альбом був названий «The Joshua Tree», що скоріше було «даниною» Америці, ніж «метафорою». Він вийшов у березні 1987 року та швидко зайняв першу лінійку хіт-парадів у Великої Британії та США. За альбом гурт отримав дві премії «Ґреммі»: «Альбом року» та «Найкращий рок-гурт». Рок-н-рольне болеро With or Without You і ритмічний госпел I Still Haven't Found What I'm Looking For піднялися на першу сходинку в Billboard Hot 100. U2 став четвертим гуртом (після The Beatles, The Band та The Who), чия фотографія була розміщена на обкладинці журналу Time, який назвав їх «найгарячішою путівкою рока». Альбом підійняв їх на нову вершину слави, і його часто називають одним з найвидатніших альбомів року. Під час The Joshua Tree Tour вони вперше грали на таких величезних концертних майданчиках, як стадіони.
Документальний фільм «Rattle and Hum», що включав відео з The Joshua Tree Tour, був виданий разом з однойменним альбомом, в якому було дев'ять студійних пісень та шість з концертів. Всього було 17 пісень, дві з яких не належали U2: Freedom for My People Адама Гуссоу і Стерлінг Маджі та The Star-Spangled Banner Джиммі Гендрікса. Випущені у жовтні 1988 альбом та фільм були спрямовані на американську публіку. Фільм, частково знятий у Мемфісі, частково в Дубліні, містив пісні, виконані разом з Бобом Діланом та Бі Бі Кінгом, а також пісню Helter Skelter гурту The Beatles та All Along the Watchtower Боба Ділана. Попри позитивні відгуки фанатів, Rattle and Hum отримав суперечливі оцінки критиків.

### Achtung Baby, Zoo TV іZooropa(1990—1993)
Зачеплений критикою Rattle and Hum, гурт прагнув змінити себе музично. У пошуках натхнення напередодні возз'єднання Німеччини, вони почали роботу над своїм сьомим студійним альбомом, Achtung Baby на Hansa Studios в Берліні в жовтні 1990 року з продюсерами Даніелем Лануа і Браяном Іно. Робота йшла повільно, музиканти довго сперечалися, яким має бути майбутній альбом. Адам і Ларрі вважали, що він повинен бути подібним до попередніх, а Боно з Еджем, натхненні альтернативною та європейською танцювальною музикою, що варто внести зміни до звучання гурту. Тижні суперечок і невизначеності закінчилися, коли Едж запропонував нову послідовність аккордів, яка швидко перетворилась на пісню One. Вони повернулися до Дубліну в 1991 році, де моральний стан покращився і більша частина альбому була завершена.
Achtung Baby був виданий у листопаді 1991 року. Альбом був усвідомленою зміною в музичному та тематичному спрямуванні гурту; зміна була однією з найдраматичніших, починаючи з «Незабутнього вогню». Музично, альбом зазнав впливу альтернативного року, індастріалу та танцювальної музики часу, і гурт іменував свій музичний витвір як «чотири чоловіки, що рубають дерево Джошуа». Тематично, це була більш інтроспективна і особиста платівка; вона була похмуріша, хоч часом і легковажніша, ніж попередня робота гурту. Комерційно і критично, це був один з найуспішніших альбомів гурту. Успіх забезпечили п'ять хіт-синглів, включаючи «The Fly», «Mysterious Ways» і «One», і альбом зіграв ключову роль у зміні гурту на початку 1990-х. Як і з The Joshua Tree, в багатьох публікаціях Achtung Baby відзначали як один з найкращих рок-альбомів.

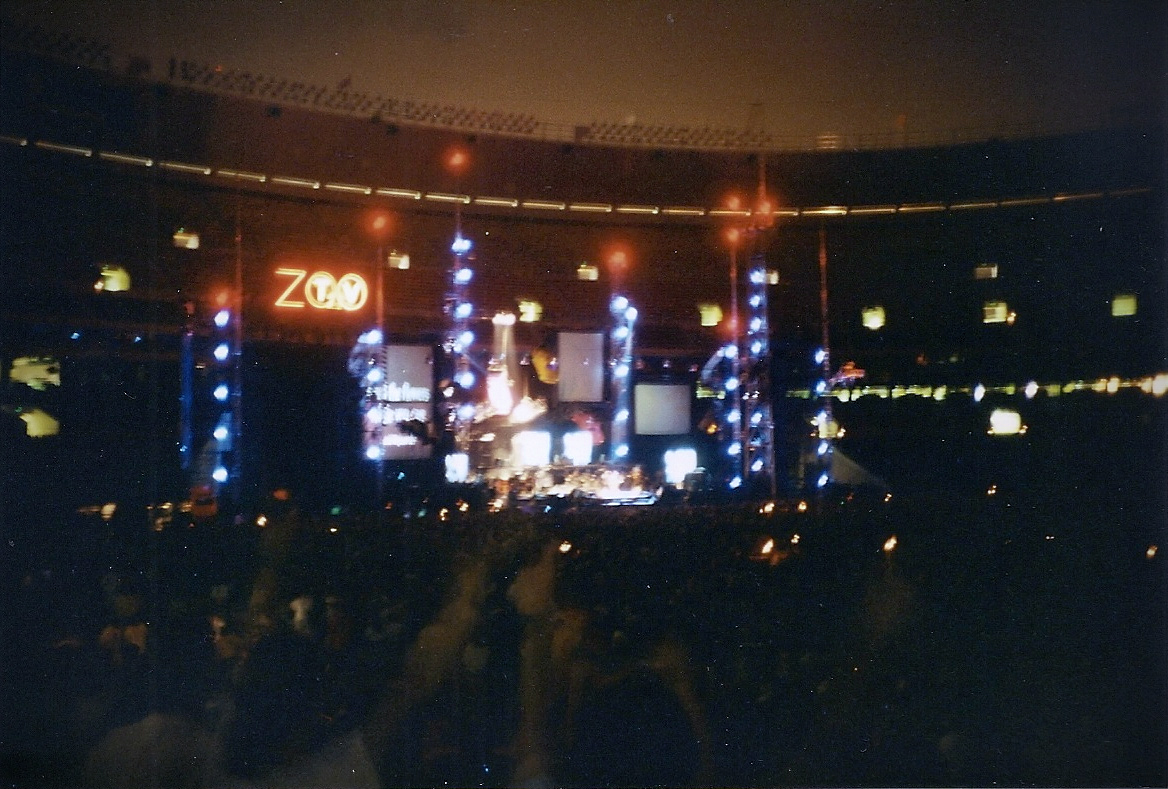
Zoo TV Tour був мультимедійним заходом, що включав сцену з десятками екранів.

Як і Achtung Baby, тур на його підтримку, названий Zoo TV Tour 1992—1993 рр. був певним розривом з минулим гурту. На відміну від строгих засад попередніх турів U2, Zoo TV Tour був ретельно продуманим мультимедійним заходом. Він висміював природу телебачення і його розмивання новин, розваги і рекламу товарів за місцем проживання, намагаючись прищепити «сенсорне перевантаження» його аудиторії. Сцена включала великі відео-екрани, які показували візуальні ефекти, випадкові уривки поп-культури і спалахуючі текстові фрази. Беручи до уваги, що U2 були відомі своїми щирими виступами у 1980-х, виступи гурту під час Zoo TV Tour були навмисно безглуздими і самопринижуючими; на сцені Боно виступив за рамки, включаючи «The Fly», «Mirror Ball Man» і «MacPhisto». Були зроблені телефонні жарти-дзвінки президентові Бушу, Організації Об'єднаних Націй та іншим. Живі супутникові з'єднання з розореним війною Сараєво викликали протиріччя.
Швидко записаний під час перерви Zoo TV Tour в середині 1993 року, альбом Zooropa детально зупинився на багатьох темах Achtung Baby і Zoo TV Tour. Спочатку задуманий як міні-альбом, Zooropa розвинувся до повноформатного альбому. Він був ще більшим відхиленням від стилю їх більш ранніх записів, подальше включаючи впливи танцювальної музики та інших електронних ефектів. Джонні Кеш виконав лід-вокал у пісні «The Wanderer». Більшість пісень виконувалися, принаймні, один раз під час етапів туру 1993 року, який включав Європу, Австралію, Нову Зеландію і Японію; половина треків альбому стали постійно включатися до сет-листів. Хоча комерційно успішний Zooropa здобув премію Греммі за «Найкращий альтернативний альбом» у 1994 році, гурт розцінює його зі змішаними почуттями, оскільки вони відчували, що альбом був більше «перервою».

### Passengers,Popта Popmart (1994—1998)
В 1995 році U2 випустили експериментальний альбом Original Soundtracks 1. Брайан Іно, продюсер чотирьох попередніх альбомів гурту, цього разу зробив свій внесок і у написання, і у виконання композицій. Через експериментальну природу Original Soundtracks 1, гурт вирішує випустити його від імені Passengers, замість U2, щоб відокремити цей альбом від традиційних. Маллен сказав про альбом: «Є тонка грань між цікавою музикою і баловством. Ми перетнули її на платівці Passengers». Він не був якось особливо відзначений критиками, хоча сингл «Miss Sarajevo», що виконувався разом з Лучано Паваротті (за сумісництвом одна із улюбленіших пісень Боно), став хітом.
З альбомом Pop 1997 року експерименти продовжились; використання тейп-лупів, програмування та семплування додало альбому дещо від техно і диско. Виданий у березні, альбом очолив чарти 35 країн і отримав переважно позитивні відгуки. Журнал Rolling Stone навіть написав, що U2 створили «найкращу музику у своєму житті». Але американських прихильників альбом розчарував. Пізніше Боно визнав, що альбом закінчували у поспіху перед гастролями, запланованими ще до роботи в студії.

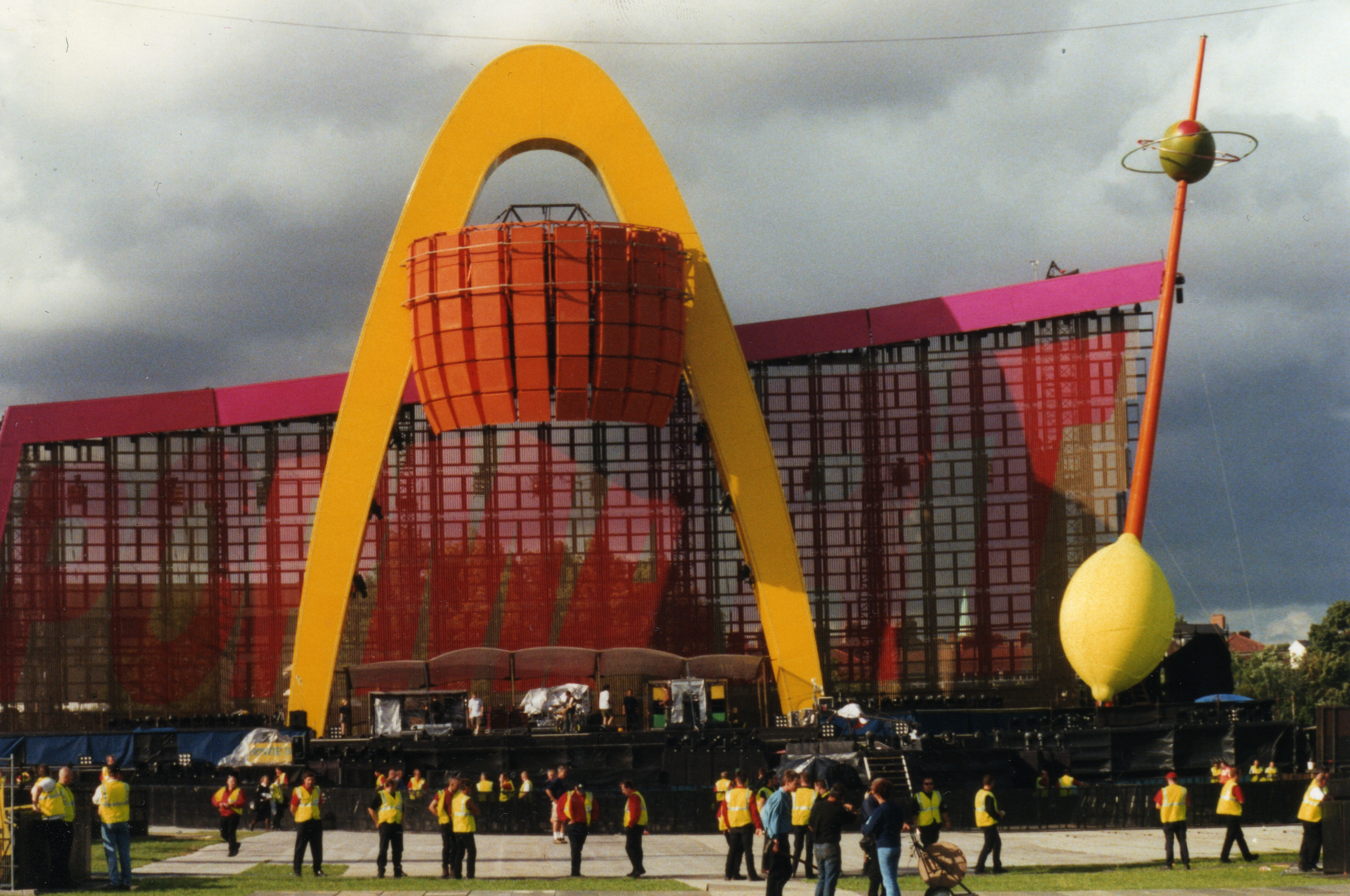
Сцена PopMart Tour включала золоту арку, дзеркальний лимон і в той час найбільший світлодіодний екран в світі.

Наступний тур, PopMart, почався в квітні 1997 року. Декорації мали у своєму складі 30-метрову жовтогарячу арку, 50-метровий екран і 12-метровий дзеркальний лимон. Якщо не брати до уваги неоднозначну реакцію на музику та інсталяції, Popmart не був ні успішним, ні провальним. Звичайно, він був другим за прибутками турне 1997 року (після Bridges to Babylon Tour групи Rolling Stones): його збори склали 170 мільйонів доларів, але на його організацію було витрачено понад 100 мільйонів. Також на перші виступи, заплановані та організовані ще до релізу самого альбому, негативно вплинуло рішення групи скоротити час репетицій для завершення Pop. Але Popmart був не без особливостей. U2 була першою широко відомим гуртом, що виступив з концертом у післявоєнному Сараево. Боно сказав: «Він [концерт у Сараєво] був одним з найтяжчих і солодких вечорів у моєму житті». А Ларрі Маллен-мол. схарактеризував його як «досвід, котрий я не забуду весь залишок життя, і якщо мені знадобилося провести в групі 20 років тільки для того, щоб виступить на цьому шоу, то, зробивши це, я вважаю, що воно того варте». У травні 1998 року група виступила у Белфасті перед двотисячною аудиторією, за три дні до того, як була прийнято Північноірландський мирний договір (Northern Ireland Peace Accord). Пізніше, в цьому ж році, U2 взяли участь в акції по збору коштів постраждалим від теракту в Омі, де загинуло 29 чоловік і понад 200 було поранено. В кінці року b-side композиція The Sweetest Thing із синглу Where the Streets Have No Name була перезаписана та перевидана як сингл і в збірнику The Best of 1980—1990. Через один місяць після закінчення PopMart Tour, U2 з'явився на 200-му епізоді комедійного мультсеріалу Сімпсони, «Trash of the Titans», в якому Гомер Сімпсон зірвав виступ гурту під час PopMart Tour.

### All That You Can't Leave Behind(2000—2003)
Після порівняно невтішного прийому Pop, гурт оголосив, що вони «повторно звернуться до роботи… одного з найкращих гуртів світу». Дев'ятий альбом гурту, All That You Can't Leave Behind вийшов в жовтні 2000 року і був спродюсований Брайаном Іно і Даніелем Лануа.
Як сингли були випущені: «Beautiful Day» (1-е місце у Великій Британії); Stuck in a Moment You Can't Get Out Of; Elevation (звучить у фільмі «Лара Крофт: Розкрадачка гробниць») та Walk On. Альбому було присуджено сім премій «Греммі». Elevation Tour, після десятилітнього виступу на стадіонах, проходив на аренах з сердцеподібною сценою та пандусом, що робило групу ближчою до публіки. Події 11 вересня 2001 року ледь не призвели до скасування частини турне по Америці, але U2 вирішили його продовжити, і пісні Walk On і New York зазвучали з новою силою. Через кілька тижнів після трагедії 11 вересня, в льодовому палаці міста Нотр-Дам (штат Індіанаполіс) відбувся масштабний концерт U2, котрий транслювався через інтернет у всьому світі. Далі аншлагові концерти U2 пройшли по всій Північній Америці, в тому числі і в знаменитому «Медісон Сквер Гарден» у Нью-Йорку. На концертах під час виконання заключної пісні Walk On на величезних екранах сцени перераховувались імена пожежників і поліцейських, загиблих 11 вересня. 2002 року U2 випустили подвійний збірник The Best of 1990—2000. Чотири композиції із Pop, недопрацьовані у поспіху перед Popmart, були перероблені в студії, а також було записано дві нові пісні: The Hands that Built America для фільму Мартіна Скорсезе «Банди Нью-Йорку» та Electrical Storm (5-е місце у Великій Британії).

### How to Dismantle an Atomic Bombі Vertigo Tour (2003—2006)

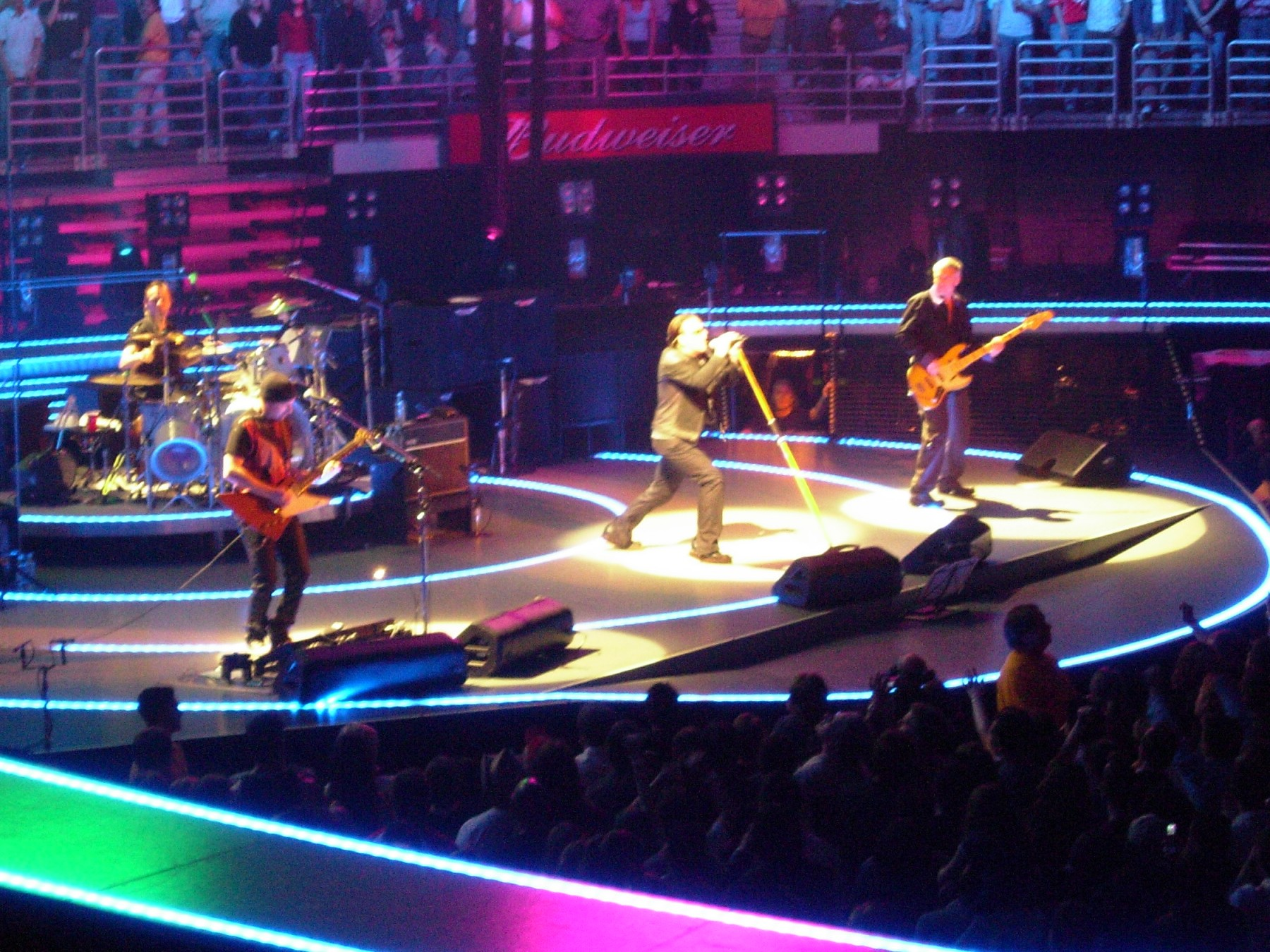
Vertigo Tour, Анахайм, 2005 рік

Робота над How to Dismantle an Atomic Bomb («Як знешкодити атомну бомбу») почалась наприкінці 2003 року. В липні 2004 в Ніцці (Франція), була викрадений «сирий» запис альбому. У відповідь Боно заявив, що якщо альбом з'явиться в комп'ютерних мережах, то його відразу ж почнуть розповсюджувати через інтернет-магазини, і протягом місяця він з'явиться на прилавках. Перша пісня альбому — Vertigo («Запаморочення») — була пущена в ефір 22 вересня 2004 року та стала міжнародним хітом. Компанія Apple разом з U2 випустила спеціальне видання плеєра iPod. На iTunes було випущено ексклюзивний набір The Complete U2 («U2 повністю»), котрий включав матеріали, що раніше не видавалися. Виторг було передано благодійним організаціям.
Альбом, реліз якого відбувся 22 листопада 2004 року, стартував як № 1 у 32 країнах, включаючи Ірландію, США, Канаду та Велику Британію. Тільки в США за перший тиждень було продано 840000 копій альбому, що приблизно вдвічі більше, ніж продажі All that You Can't Leave Behind за той же час; це було власним рекордом групи. В наступному році Брюс Спрінгстін ввів U2 у 2005 році в «Зал слави рок-н-роллу»..
У березні 2005 року U2 почали Vertigo Tour у Сполучених Штатах. Далі він проходив у Європі, Латинській Америці та Океанії. На концертах виконувалися велика кількість пісень, включно з тими, які публіка не чула з 80-х років: The Electric Co., An Cat Dubh/Into the Heart, 40. У зв'язку з хворобою одного з родичів Еджа березневі виступи 2006 року у Японії, Новій Зеландії, Австралії та на Гаваях було відкладено до листопада-грудня. Як і Elevation Tour, Vertigo Tour мав великий комерційний успіх.
8 лютого 2006 року U2 були вручені премії «Греммі» в кожній з п'яти категорій, в котрих вони номінувались: «Альбом року» (за How to Dismantle an Atomic Bomb), «Пісня року» (за Sometimes You Can't Make It on Your Own), «Найкращий рок-альбом» (за How to Dismantle an Atomic Bomb), «Найкраще виконання року з вокалом» (за Sometimes You Can't…), «Найкраща рок-пісня» (за City of Blinding Lights).
25 вересня група видала автобіографію, що мала назву «U2 by U2» («U2 про U2»). 21 листопада того ж року було випущено збірник U2 18 Singles («U2 18 синглів»), що містив 16 найзнаменитіших пісень групи, а також як бонус дві нові: The Saints Are Coming («Святі йдуть»), виконаний разом з Green Day, і Window in the Skies («Вікно у небо»). Колекційне дводискове видання містить DVD з 10 треками міланського концерту Vertigo 21 липня 2005 року. Одночасно з U2 18 Singles було випущено DVD U2 18 Videos з відеокліпами та бонусними матеріалами. 23 січня 2008 року світ побачив 3D-фільм «U2 3D» з записом концертів Vertigo Tour 2006 року.

### No Line on the Horizonта360° Tour(2006— наш час)
Як повідомили в липні 2006 року, U2 записують разом з Ріком Рубіном новий альбом, але не відомо на якій стадії знаходиться виробництво. За словами Боно, є 24 пісні з останніх сесій, і 11 з них група взяла для подальших записів. 12 вересня на офіційному сайті групи повідомили, що група працює над новим альбомом в Abbey Road Studios. Боно натякнув, що новий матеріал буде переродженням саунду U2. "Ми продовжимо бути групою, але, може, року доведеться йти далі, може, рок має стати набагато важче. Хай там що, він не залишиться таким, який він зараз є, " — говорить він. У грудні 2006 в інтерв'ю журналу Q Едж заявив, що новий альбом буде дуже мелодійним. Також Боно, як передає журнал Rolling Stone, заявив: «Ми досягли кінця того, де ми були останні два альбоми. Я хочу підняти все це на новий рівень».
Вокаліст U2 Боно заявив, що чергова платівка колективу здивує його шанувальників. Зокрема, на нові композиції групи вплинули транс, метал та марокканська музика, повідомляє NME.
Боно повідомив, що раніше 2007 року група побувала в Марокко та відвідала фестиваль релігійної музики. Там же були записані демонстраційні треки, над якими колектив продовжує працювати та зараз, перебуваючи на півдні Франції. Також співак додав, що деякі нові пісні U2 виявляться цілком доречними на танцполі, а в інших будуть звучати дуже жорсткі гітарні партії.
«Матеріал не схожий на що-небудь з того, що ми робили раніше. Ці пісні взагалі ні на що не схожі», — додав Боно.
Передбачалося, що новий альбом, який отримає назву No Line on the Horizon, вийде
на початку 2009 року і включить в себе композиції Get on Your Boots, For Your Love, Breathe, No Line on the Horizon та восьмихвилинний Moment of Surrender. продюсерами є Браян Іно та Даніель Лануа.
Дванадцятий альбом групи, що має назву No Line on the Horizon, вийшов 27 лютого 2009 року в Ірландії і 2 березня в усьому іншому світі.
У рамках світового турне, присвяченого виходу платівки, підтвердилася інформація про першому концерті в Росії. У вітринах онлайнових та офлайнових російських магазинів з'явилася багато футболок та сувенірної продукції з фотографіями музикантів та логотипом U2 360° Tour. Московський концерт відбувся 25 серпня 2010 року в Лужниках. Сюрпризом для глядачів стало виконання в середині другого бісу пісні «Knockin' on Heaven's Door» Боба Ділана, після першого куплета якої на сцену було запрошено Шевчук Юрій Юліанович. Він заспівав куплет російською мовою і 2 приспіву англійською спільно з Боно.
У липні 2012 року Mercury Records оголосили, що новий альбом U2 вийде в 2013 році.

## Музичний стиль

### Інструментування
З моменту створення U2 створили і підтримували легко впізнанний звук з акцентом на мелодійному інструментуванні і виразному співі, що частково є результатом впливу продюсера Стіва Ліллівайта в той час, коли гурт ще був мало відомий. Едж при грі на гітарі використовує однаково луну, тональні і розмірні затримки, синкопи, навіяні ірландською музикою дрони, що дає ясний ембієнт і атмосферний саунд. Боно розвинув свій оперний фальцет і показав примітну схильність до соціальних, політичних і особистих тем при збереженні найвищої майстерності написання пісень. Крім того, Едж назвав U2, як принципово концертний гурт.
Попри це, з кожним новим альбомом U2 привносили щось нове до своєї музики. Спочатку звук U2 знаходився під впливом таких гуртів, як Television і Joy Division, і характеризувався «почуттям радості», що було результатом «променистих акордів» Еджа і «палючого вокалу» Боно. Розпочавши з постпанка і простого інструментування альбомів Boy і October, їх саунд через War перетворився на багатогранніший і агресивніший з елементами рок-псалмів, фанку і танцювальної музики. Два альбоми журналом Rolling Stone були названі «мускулистими та напористими»: The Unforgettable Fire, в якому Едж більше грає на клавішних, ніж на гітарі, і The Joshua Tree, на який великий вплив зробили Браян Іно і Даніель Лануа. В піснях з The Joshua Tree і Rattle and Hum спостерігається більший акцент на вселений Лануа ритм, таким чином вони змішали різні стилі американського госпела і блюзу. В 90-х U2 оновилися, почавши використати в Achtung Baby, Zooropa і Pop синтезатори, дисторшн, електронні ритми, запозичені з альтернативної і танцювальної музики і навіть з хіп-хопа. У 2000-х U2 повернулися до простішого звуку з меншим використанням синтезаторів і ефектів і більше традиційного ритму.

### Тексти і теми
Суспільні і політичні питання (часто з релігійними і духовними образами), є основою пісень U2. Деякі пісні, наприклад, Sunday Bloody Sunday і Mothers of the Disappeared, ґрунтовані на реальних подіях. Більше того, особисті конфлікти Боно і проблеми, пов'язані з сім'єю, знайшли відбиття в піснях Mofo, Tomorrow, Kite. Туга, томління, очікування дива також є частими темами пісень, як, наприклад, в піснях «Yahweh», «Peace on Earth» і «Please». У найзагальнішому наближенні, почуття втрати, туги, але і надії на краще, переважаючі в The Joshua Tree, послужило основою багатьох творів U2.
Хоча гурт і його шанувальники часто стверджують політичний характер їхньої музики, тексти пісень і музика U2 були піддані критиці як аполітичні через їх невизначеність і «нечіткі зображення», і відсутність будь-яких конкретних посилань на конкретних людей або персонажів.

### Впливи
На U2 вплинули такі виконавці як The Who, The Clash, Television, Ramones, The Beatles, Joy Division, Echo & the Bunnymen,, Siouxsie and the Banshees, Елвіс Преслі та Патті Сміт. U2 також співпрацювали з Джонні Кешем, Green Day, Леонардом Коеном, Брюсом Спрінгстіном, Бі Бі Кінгом, Лу Рідом, Лучано Паваротті, Бобом Діланом, Елвісом Костелло, Вімом Вендерсом, R.E.M., Салманом Рушді та Антоном Корбайном.
Творчість U2 вплинула на таких виконавців, як Snow Patrol, The Fray.

## Громадська діяльність
U2 відомі зокрема благодійною діяльністю. Як разом, так і окремо, члени гурту з початку 80-х співпрацюють з музикантами, артистами, знаменитостями та політиками в питаннях, що стосуються хвороб, бідності, несправедливості в країнах Африки, Азії та Європи.
1984 року Боно і Адам Клейтон брали участь в акції Band Aid, організованої Бобом Гелдофом, тоді вокалістом гурту The Boomtown Rats. Цей спільний проєкт, створений з метою зібрати гроші для голодуючої Ефіопії, породив хітовий сингл «Do They Know It's Christmas?» і став першим для U2 і Гелдофа. У липні 1985 U2 виступали на «Live Aid» — концерті, схожому на Band Aid і з тими ж цілями.
1986 року на запрошення World Vision Боно зі своєю дружиною Алі відвідав Ефіопію, де сам міг побачити людську трагедію, що сталася через голод та місцевий занепад. Цей візит стане основою для декількох пісень та кампанії Боно за допомогу Африці. Після цієї поїздки Боно брав участь у «A Conspiracy of Hope Tour» на підтримку «Міжнародної амністії» і «Self Aid», щоб звернути увагу на безробіття в Ірландії. приблизно в той же час Боно з дружиною відвідав Нікарагуа та Сальвадор на запрошення руху «Сховище».
1992 року U2 провели концерт «Stop Sellafield» («Зупиніть Селлафілд») на підтримку боротьби «Грінпісу» за закриття найстарішої в світі АЕС. Через кілька років події в Сараєво під час боснійської війни надихнули групу на написання пісні «Miss Sarajevo» («Міс Сараєво»), яка вперше була виконана на шоу «Паваротті та друзі», де Боно і Едж виступили на підтримку War Child.
Обіцянка, ця раніше, і закінчення війни в Боснії змусили U2 провести під час Popmart Tour концерт у Сараєво. В 1992 U2 виступили в Белфасті за кілька днів до укладення Угоди Страсної п'ятниці, запросивши на сцену політиків Девіда Трімбла та Джона Х'юма, що сприяли прийняттю угоди. Пізніше в цьому ж році всі доходи від продажу синглу «The Sweetest Thing» («Найсолодша річ») були передані на підтримку проєкту «Діти Чорнобиля».
2001 року U2 запропонували допомогу нобелівської лауреатці Аун Сан Су Чжі, створивши та присвятивши їй пісню «Walk On» («Іди»), за її громадську діяльність та боротьбу за свободу. Боно і Едж брали участь у серії концертів «46664», які організовував Нельсон Мандела з метою звернути увагу на проблему епідемії ВІЛ/СНІДу в Південній Африці. 2005 року вся група брала участь у концертах «Live 8» (знову з Бобом Гелдофом), які проходили паралельно з кампанією «Make Poverty History». Найпершим завданням Live 8 звернути увагу та чинити тиск на учасників «Великої вісімки» для надання подальшої допомоги Африці.
2005 року U2 та їх продюсер Пол МакГіннесс були нагороджені премією «Посол совісті» організації «Міжнародна амністія» за їх роботу в сфері прав людини.
Однак громадська робота U2 і Боно НЕ була обійдена критикою: політичний бюлетень Counterpunch часто дорікає їх за близькість до влади і їх спроби допомогти, які приносять шкоду, а не користь.
У січні 2010 року офіційний друкований орган Ватикану — газета L'Osservatore Romano опублікувала статтю, в якій творчість U2 визнано «богоугодною». На думку «Святого Престолу», пісні ірландських рокерів наповнені духовністю і, в тій чи іншій формі, «звернені до Бога».

## Підтримка України
Під час повномасштабного російського вторгнення в Україну, яке є частиною російсько-української війни лідер ірландського рок-гурту «U2» Боно змінив слова своїх пісень з початку війни так, щоб вони підтримували Україну.

8 травня 2022 року Боно та Едж підтримали український народ, виступивши у київському метро, яке «стало символом нового підземного життя українців в пошуках безпеки від російських ракет». Боно заспівав Stand by Ukraine разом із лідером українського гурту «Антитіла» Тарасом Тополею.
«Ви сьогодні воюєте не лише за вашу свободу, а й за нашу також», — сказав ірландський музикант.
Як підкреслив міністр культури та інформаційної політики Олександр Ткаченко, ірландці приїхали на запрошення Президента Володимира Зеленського і говорять, що «підтримають будь-яке запрошення від України, бо всім серцем підтримують українців».
23 серпня 2022 року Президент України Володимир Зеленський нагородив Боно та Еджа орденами «За заслуги» ІІІ ступеня за значні особисті заслуги у зміцненні міждержавного співробітництва, підтримку державного суверенітету та територіальної цілісності України, вагомий внесок у популяризацію Української держави у світі.

## Дискографія
Студійні альбоми
- Boy (1980)
- October (1981)
- War (1983)
- The Unforgettable Fire (1984)
- The Joshua Tree (1987)
- Rattle and Hum (1988)
- Achtung Baby (1991)
- Zooropa (1993)
- Pop (1997)
- All That You Can't Leave Behind (2000)
- How to Dismantle an Atomic Bomb (2004)
- No Line on the Horizon (2009)
- Songs of Innocence (2014)
- Songs of Experience (2017)
- Songs of Surrender (2023)